# Запад штата Санта-Катарина (мезорегион)
Запад штата Санта-Катарина (порт. Mesorregião do Oeste Catarinense) — административно-статистический мезорегион в Бразилии, входит в штат Санта-Катарина. Население составляет 1 200 712 человек (на 2010 год). Площадь — 27 312,742 км². Плотность населения — 43,96 чел./км².

## Демография
Согласно сведениям, собранным в ходе переписи 2010 г. Национальным институтом географии и статистики (IBGE), население мезорегиона составляет:
| Полное население                            | Полное население                            | Полное население                            | Полное население                            | 1 200 712 |
| ------------------------------------------- | ------------------------------------------- | ------------------------------------------- | ------------------------------------------- | --------- |
| в том числе:                                | Городское население                         | 860 563                                     | Процент городского населения, %             | 71,67     |
|                                             | Сельское население                          | 340 149                                     | Процент сельского населения, %              | 28,33     |
|                                             | Мужское население                           | 600 166                                     | Процент мужского населения, %               | 49,98     |
|                                             | Женское население                           | 600 546                                     | Процент женского населения, %               | 50,02     |
| Плотность населения, чел/км²                | Плотность населения, чел/км²                | Плотность населения, чел/км²                | Плотность населения, чел/км²                | 43,96     |
| Население мезорегиона в % к населению штата | Население мезорегиона в % к населению штата | Население мезорегиона в % к населению штата | Население мезорегиона в % к населению штата | 19,22     |

## Статистика
- Валовой внутренний продукт на 2003 составляет 15 661 492 818,00 реалов (данные: Бразильский институт географии и статистики).
- Валовой внутренний продукт на душу населения на 2003 составляет 13 791,85 реалов (данные: Бразильский институт географии и статистики).
- Индекс развития человеческого потенциала на 2000 составляет 0,810 (данные: Программа развития ООН).

## Состав мезорегиона
В мезорегион входят следующие микрорегионы:
1. Шапеко
2. Конкордия
3. Жоасаба
4. Сан-Мигел-ду-Уэсти
5. Шаншере